# Istituzione culturale
L'istituzione culturale è un'organizzazione della cultura di uno stato, di una suddivisione amministrativa o di un gruppo di persone. Uno degli esempi sono le biblioteche, musei, scuole ed università.